# جو لويس (لاعب كرة القدم)
جو لويس (بالإنجليزية: Joe Lewis)‏ (6 أكتوبر 1987 المملكة المتحدة) هو لاعب كرة قدم إنجليزي يلعب كحارس مرمى.

## روابط خارجية
- جو لويس على موقع قاعدة بيانات كرة القدم.إي يو (الإنجليزية)
- جو لويس على موقع Soccerbase.com (لاعب) (الإنجليزية)
- جو لويس على موقع Soccerway.com (الإنجليزية)
- جو لويس على موقع عالم كرة القدم.نت (الإنجليزية)
- جو لويس على موقع AS.com (الإسبانية)